# Heidi Westphal
Pour les articles homonymes, voir Westphal.
Heidi Westphal, née le 5 juillet 1959 à Gnoien (République démocratique allemande), est une ancienne rameuse est-allemande. Elle est médaillée d'argent aux Jeux de 1980.

## Carrière
En 1979, elle devient championne du monde en deux de couple avec Cornelia Linse. Heidi Westphal remporte la médaille d'argent du deux de couple avec Cornelia Linse lors des Jeux olympiques d'été de 1980.

## Palmarès

### Jeux olympiques
- Jeux olympiques d'été de 1980 à Moscou ( Union soviétique) :
  -  médaille d'argent en deux de couple

### Championnats du monde
- Championnats du monde 1982 à Lucerne ( Suisse) :
  -  médaille d'argent en quatre de couple
- Championnats du monde 1981 à Munich ( Allemagne) :
  -  médaille d'argent en quatre de couple
- Championnats du monde 1979 à Bled ( Slovénie) :
  -  médaille d'or en deux de couple